# Hájnica
Hájnica je přírodní rezervace v katastrálním území obce Trenčianske Bohuslavice v okrese Nové Mesto nad Váhom v Trenčínském kraji na Slovensku. Území bylo vyhlášeno v roce 1967 a jeho rozloha je 2,23 hektaru. Předmětem ochrany jsou zbytky xerotermních travních porostů s bohatým výskytem hlaváčku jarního (Adonis vernalis).